# Олег Сергејевич Гребеншчиков
Олег Сергејевич Гребеншчиков ( рус. Олег Сергеевич Гребенщиков; * 11.07.1905 у Парнуу, тада губернији Ливонија, сада Естонији ; † 1980. у Москви ) био је руско-југословенски балетски плесач, композитор, географ, геоботаничар, шумски научник и ботаничар, чије је научно поље рада била екологија високих планина Кавказа и Балканског полуострва ( Динариди, Македонија ).
Младост је после Октобарске револуције провео у Краљевини СХС (касније Краљевини Југославији ), где је започео и академску каријеру, и где је стекао балетску обуку и постао солиста и члан ансамбла Српског народног. Позориште од 1924. до 1946. године. Ту је био и балет мајстор и композитор.
До краја Другог светског рата је имао југословенско држављанство, али га је након рата заменио за совјетско.
Дипломирао је шумарство на Универзитету у Београду 1930. године. Докторирао је биологију 1957. и докторирао географију 1970. године. Гребеншчиков је, између осталих, студирао музичку хармонију, композицију и контрапункт код Стевана Христића .

## У Српском народном балету
Олег Сергејевич Гребеншчиков је своје школске дане провео у Београду где је 1923. године завршио Руско-српску гимназију. Гребеншчиков је крајем 1920-их похађао балетску школу Јелене Пољакове у Београду и примљен је у балетску трупу Српског народног позоришта. Први пут је изашао на сцену Српског народног позоришта 1925. године. Његов први наступ био је у Половским играма у плесном хору Руске националне опере Кнез Игор Александра Порфирјевича Бородина . Гребеншчиков је био један од водећих мушких играча током свог боравка у Народном позоришту, а посебно је наступао у кореографијама Мишела Фокина . Класици као што су Дон Кихот Лудвига Минкуа, Жизела Адолфа Адама, Петрушка Стравинског и Васлава Нижинског, Леа Делиба Копелија, Успавана лепотица Петра Иљича Чајковског, Орашчић и Лабудово језеро, у време Николаја Римада и др тхе позориште. Појавио се и у Франчески да Римини Петра Иљича Чајковског и у дивертиссементу У лекцији балета Јозефа Ланера и Јохана Штрауса . Године 1928. Београд и друштво посетила је легендарна примабалерина Руских балета и најзначајнија партнерка Васслава Нижинског Тамара Карсавина и спријатељила се са Гребеншчиковим.

## Научна делатност
По завршетку студија 1930. године као инжењер шумарства, запослио се у ботаничком одељењу Природњачког музеја у Београду . Током немачке окупације Југославије, Гребеншчиков је учествовао у народном рату против нацистичке власти и окупационог режима. Од 1953. до 1956. постао је директор Геоботаничког института на Академији у Братислави у тадашњој Чехословачкој . Од 1956. године живео је у свом родном граду у Москви и био је запослен у Геоботаничком институту за шумарство. Године 1966. постао је научни сарадник на Географском институту Академије наука и уметности Совјетског Савеза . Докторску тезу написао је 1970. године о вегетационим географским условима Балканског полуострва.
Између 1930. и 1937. Гребеншчиков је пропутовао скоро целу Југославију (Македонију, Босну, Херцеговину, Црну Гору, Далмацију и Србију), Грчку (Олимп, Парнас, Пелопонез, Халкидики, Крф, Кефалонију, Крит) и Албанију. На основу ових истраживачких путовања стекао је општи преглед ботаничке географије Балканског полуострва, његовог флористичког инвентара и његових фитоценолошких карактеристика. Фонд од 8.000 хербарских примерака Гребеншчикова завештан је Природњачком музеју Београда.
Гребеншчиков је описао примерне нивое вегетације Старе планине, Орјена и Кораба . Објавио је и социолошке табеле биљака за прве две планине. Између осталог, он је први пронашао субалпске шуме грчког јавора на Старој планини. Пошто кавкаски јавор, који се сматра подврстом грчког јавора, насељава упоредиве еколошке локације на Кавказу, могао је да их користи да упореди нивое надморске висине у источним окомедитеранским планинама.
Опште геоботаничко достигнуће Гребеншчикова лежи у његовим компаративним проучавањима и анализама екологије високих планина Кавказа, Балканског полуострва и Алпа. Његове публикације о климатско-географским и геоморфолошким узроцима у висинској зоналности и распрострањености биљних заједница и врста откриле су разлике и сличности у упоредним поређењима суптропских, умерених високих планина у Евроазији.

## Музичко стваралаштво
Гребеншчиково музичко стваралаштво често се бави темама југословенске народне музике. Његова дела су: Увертура песме Гајавате (према Лонгфелоу - Бунин, 1936), Симфонијски Скерцо (1940), Момачко Коло, Српска игра (серимбе танец), Каламат'јанос (каламаетер), игра грчких пастира, четири индонежанска плеса уз балет(1946), два јапанска плеса (1947), Саломин пес са главом Јована (1947), Касандра (1948), Кореографска сцена по Фридриху Шилеру (1948), Фантазија заснована на турској мелодији (1953); Гудачки оркестар Колибељнаја (1940); За квартет, Црногорска пастирска фантазија (1966); Три грчка плеса за кларинет и клавир, Соната фантасија (1965) (1971); Елегија (1929), Море (1930), Велебит Марш (1931), Рапсодија на македонску тему (1958), Прелуде (1970); За сопран Романса са звездама по Н. Белавиној (1941); Музика за представу у Народном позоришту у Београду; Оркестарска дела.

## Чланци
- О. С. Гребеншчиков, О.: О вегетацији централног дела Старе планине. У: Српска Академија Наука, Зборник радова, Институт за екологију и биогеографију, 1: 1-36. Београд 1950. године
- Ос Гребеншчиков: Вегетација приморја Которског залива (ЦРНА Гора, Југославија) и неке компаративне студије са кавкаском обалом Црног мора сопоставление с растительностьу кавказа). У: Бјулетен Московкова Природи, Отд. Биологии Т. Том ЛКСВ, Но. 6, Москва 1960, стр. 99–108 (русскиј).
- О. С. Гребеншчиков: Еколошко-географске законитости у структури биљног покривача Балканског полуострва. У: Известија Академии Наук СССР / Серија географическаја, 4, јул–август, стр. 19–35, Москва 1972
- ОС Гребенсцхиков & РП Зимина: Природни екосистеми и вертикални појасеви. У: Француско-совјетски географски симпозијум 'Алпи-Кавказ' : Водич за Кавказ (материјали симпозијума), стр. 8-12. Институт за географију Научне академије СССР, Москва-Тбилиси, 1974 (руски)
- ОС Гребенсцхиков, ИА Исаков, РП Зимина, ДН Панфилов: Лес ецосистемс натуреллес ет алл етагернент данс ле Цауцасус. У: Ревуе де Геограпхие Алпине, Вол. 69, № 2, 333-352, Гренобле 1975 (онлине:ПДФ) Архивирано на веб-сајту  (24. септембар 2015)
- О. С. Гребеншчиков: Структура вегетације у високим планинама Балканског полуострва и Кавказа, СССР. У: Истраживања Арктика и Алпа. Свеска 10, бр. 2, 1978, стр. 441–447 (онлине: ЈСТОР)
- ОС Гребеншчиков & Паул Озенда : Главне особине сличности и разлике у биљној кувертури. У: Ревуе де Геограпхие Алпине, Вол 62, № 2, 169-190, Гренобле 1981 (онлине:ПДФ) Архивирано на веб-сајту  (24. септембар 2015)